# Hamburg European Open 2022
Hamburg European Open 2022 — тенісний турнір, що проходив на кортах з твердим покриттям у місті Гамбург, Німеччина з  18 липня. Належав до категорій ATP 500 та WTA 250.

## Фінальна частина

### Чоловіки, одиночний розряд
Лоренцо Музетті —  Карлос Алькарас 6–4, 6–7(6–8), 6–4

### Жінки, одиночний розряд
Бернарда Пера —  Анетт Контавейт 6–2, 6–4

### Чоловіки, парний розряд
Ллойд Ґласспул /  Гаррі Геліоваара —  Роган Бопанна /  Матве Мідделкоп 6–2, 6–4

### Жінки, парний розряд
Sophie Chang /  Анджела Куліков —  Като Мію /  Алділа Сутдж'яді 6–3, 4–6, [10–6]